# LGBT práva v roce 2017
Toto je přehled významných událostí v historii LGBT práv, k nimž došlo v roce 2017.

## Události

### Leden
- 1. – Stejnopohlavní manželství je legální na Svaté Heleně, Ascensionu a Tristanu da Cunha.[1]
- 7. – Začal platit v Peru nový trestní zákoník, který po vládní intervenci nově trestá homofobní a transfobní zločiny z nenávisti. Kromě trestních zákonů existují také anti-diskriminační zákony chránící práva jiných sexuálních orientací a genderových identit.[2][3]
- 9. – Rozhodl peruánský Ústavní soud, že veškerá stejnopohlavní manželství uzavřená v zahraničí mají právo na uznání a registraci v Peru.[4][5]
- 13. – Finský prezident Sauli Niinistö podepsal návrh zákona o sociálních a zdravotních benefitech, který souvisel s implementací nového zákona o stejnopohlavních sňatcích, jehož účinnost je naplánovaná na 1. březen 2017.[6][7]
- 16. – Irsko nahradilo stávající doživotní zákaz mužů majících sex s muži jedním rokem zkušební doby.[8]
- 20. – Po inauguraci nově zvoleného amerického prezidenta Donalda Trumpa byly z webových stránek Bílého domu odstraněny veškeré zmínky o podpoře LGBT práv.[9]
- 30. – Norská církev hlasovala pro novelizaci své manželské liturgie a pro církevní svatební obřady párů stejného pohlaví. Nicméně jednotliví klerikálové mohou stále odmítat sezdávat homosexuální páry před Bohem.[10][11]
- 31. – Švýcarsko odstranilo doživotní zákaz dárcovství krve homosexuálních a bisexuálních mužů a nahradilo jej požadavkem 12měsíční abstinence.[12][13]

### Únor
- 7. – Rada města Toledo jednomyslně přijala zákaz konverzní terapie a zároveň uznala jiné genderové identity jako zákonem chráněné skupiny obyvatel.[14]
- 13. – Malajské islámské autority otevřeně podpořily konverzní terapii se slovy, že sexuální orientaci lze měnit prostřednictvím extenzivního tréninku.[15]
- 17. – Odmítl finský jednokomorový parlament v poměru hlasů 120:48 návrh na zrušení nového zákona o stejnopohlavních sňatcích iniciovaný občanskou iniciativou.[16][17][18]
- 20. – Zveřejnilo indické ministerstvo zdravotní příručku pro adolescenty, podle níž je homosexuální cítění naprosto v pořádku a normální.[19]
- 22. – Zrušila Trumpova administrativa zákon týkající se práva transgender studentů na svobodnou volbu toalet, sprch, koupelen a jiných příslušenství na amerických veřejných školách.[20]
- 24. – Začal ve Slovinsku platit vylepšený zákon o registrovaném partnerství, který dává párům stejného pohlaví rovná práva a povinnosti jako má manželství, včetně přístupu k asistované reprodukci. Jedinou výjimkou jsou společné adopce dětí.[21][22][23]
- 28. – Přijaly dva filipínské regiony město Baguio a Ostrov Dinagat vyhlášky o podpoře rovnosti a zákazu diskriminace na základě sexuality a genderu.[24]

### Březen
- 1.
  - Je ve Finsku účinný zákon o stejnopohlavních sňatcích. První svatební obřady jsou naplánovány na ten samý týden. Nová legislativa umožňuje homosexuálním párům i společné osvojení dětí.[25]
  - Začal v Kalifornii jako v prvním americkém státě, který takovou legislativu přijal, platit zákon o genderově-neutrálních koupelnách a toaletách.[26]
  - Oznámila British Secretary of Education Justine Greening, že od roku 2019 bude ve všech anglických školách zavedená povinná sexuální výchova.[27]
- 2. – Vydal New York směrnici požadující po školském personálu, aby oslovoval transgender studenty zájmeny, která si sami zvolí.[28]
- 6. – Nejvyšší soud USA se odmítl zabývat kauzou transgender studentů středních škol ve Virginii. Předmětem soudního sboru, v němž se žalobci soudí se státem Virginie, bylo dotčené právo na svobodnou volbu toalet a jiných příslušenství.[29]
- 20.
  - Guvernér amerického státu Utahu podepsal návrh zákona rušící zákaz diskuzí na téma podpory homosexuality a homosexuálního způsobu života ve školách.[30][31]
  - Indiánský kmen Osage (Osage Nation) (původní obyvatelé severní Oklahomy) přijal změnu kmenového zákona umožňující vydávat manželské licence párům stejného pohlaví.[32][33]
- 27. – Rada města Columbus přijala legislativu zakazující konverzní terapii a jiné praktiky usilující o změnu sexuální orientace nebo genderové identity na LGBT mládeži.[34][35]
- 30. – Legislativní shromáždění Falklandských ostrovů přijalo v poměru hlasů 7:1 návrh zákona o stejnopohlavním manželství.[36]

### Duben
- 4. – Hlasoval americký odvolací soud v poměru hlasů 8:3 pro zákon o občanských právech (Civil Rights Act of 1964) zakazující homofobní diskriminaci v zaměstnání.[37][38]
- 7. – Guvernérka Nového Mexika Susana Martinezová podepsala zákon SB 121 zakazující praktikování konverzní terapie usilující o změnu sexuální orientace nebo genderové identity na LGBT mládeži. Nové Mexiko se tak stává sedmým americkým státem, který takovou praxi zakázal.[39][40]
- 25. – Dánský jednokomorový parlament Folketing podpořil zákon o sňatcích párů stejného pohlaví na Faerských ostrovech.[41]

### Květen
- 2. – Stejnopohlavní manželství je legální na Guernsey.[42]
- 4. – Republikánský guvernér státu Tennessee Bill Haslam podepsal zákon HB 1111/SB 1085, jehož cílem je soudně napadnout kauzu Obergefell vs. Hodges.[43][44]
- 5. – Po průlomovém rozhodnutí Nejvyššího soudu je na Bermudách legální stejnopohlavní manželství.[45]
- 10. – Guvernér státu Connecticut Dannel P. Malloy podepsal zákon HB 6695 zakazující praktikování konverzní terapie usilující o změnu sexuální orientace nebo genderové identity na LGBT mládeži.[46]
- 17. – Guvernér státu Nevada Brian Sandoval podepsal zákon SB 201 zakazující odborné veřejnosti praktikovat konverzní terapii usilující o změnu sexuální orientace nebo genderové identity na LGBT mládeži.[47][48]
- 24. – Nejvyšší soud Tchaj-wanu nařídil parlamentu Legislative Yuan do dvou let přijmout změnu zákonné definice manželství, aby jej mohli uzavřít i páry stejného pohlaví. Tchaj-wan se tak stává první asijskou zemí, která umožní párům stejného pohlaví uzavřít sňatek.[49]

### Červen
- Evangelická církev v Berlíně, Braniborsku a Slezských Horních Lužicích hlasovala pro církevní sňatky párů stejného pohlaví a jejich sezdávání před Bohem.[50]
- 8. – Skotská episkopální církev hlasovala pro církevní sňatky párů stejného pohlaví a jejich sezdávání před Bohem.[51]
- 12. – Leo Varadkar, otevřený homosexuál, byl zvolen irským premiérem Taoiseachem. Zároveň se stal i nejmladší osobou, která sestavila v Irsku vládu.[52]

### Červenec
- 16. – Oznámila izraelská vláda, že homosexuálním párům nebude umožněná adopce dětí.[53]
- 26. – Americký prezident Donald Trump oznámil, že transgender osobám bude zakázaná služba v armádě.[54]

### Srpen
- 4. – Stejnopohlavní manželství je legální na Tristanu da Cunha.

### Září
- 1. – Stejnopohlavní manželství je legální na Maltě.[55] Návrh příslušného zákona přijal maltský jednokomorový parlament 12. července 2017. 1. srpna 2017 jej podepsala maltská prezidentka Marie Louise Coleiro Preca.[56]

### Říjen
- 1. – Stejnopohlavní manželství je legální v Německu.[57] Návrh zákona přijaly spolkový sněm 30. června 2017 a spolková rada 7. července.[58][59] 20. července jej podepsal německý prezident Frank-Walter Steinmeier.[60]

### Listopad
- 15. – Byly zveřejněny výsledky australského nezávazného poštovního průzkumu. 61,6 % voličů se vyslovilo pro legalizaci manželství párů stejného pohlaví v Austrálii.[61]
- 24. – Evangelická reformovaná církev v Německu umožnila církevní sňatky párů stejného pohlaví a jejich sezdávání před Bohem.[62]

### Prosinec
- 5. – Rakouský ústavní soud shledal zákonnou definici manželství jako svazku muže a ženy neústavní. Stejnopohlavní manželství bude podle nálezu v Rakousku legální od 1. ledna 2019.[63][64]
- 7. – Je v Austrálii oficiálně legální stejnopohlavní manželství.[65]
- 11. – Navzdory odporu prezidenta Donalda Trumpa rozhodl federální soud, že transgender osoby mají právo sloužit v armádě, a že budou do ní opět od 1. ledna 2018 přijímáni.[66]
- 12. – Trumpova administrativa požádala Obvodní odvolací soud D. C. k přezkoumání legitimity zákazu transgender osob sloužit v armádě.[67]